# どすこい!サイぼん
『どすこい!サイぼん』は1998年8月号から1999年5月号まで『月刊コロコロコミック』に掲載されたのむらしんぼの漫画作品。

## あらすじ
貧乏なサイぼんが世界一強くなるため、育ての親であるヤギじいに裕福な生活をさせるために、動物格闘技のプロ選手を目指す。

## キャラクター
サイぼん
身寄りがなくヤギじいに育てられた純粋で力持ちなサイ。非の打ち所のない性格とパワーを秘めているが、優しすぎるところが玉にキズ。ものすごくくさいブリーフをはいている。「～ダス」という語尾をつける。高所恐怖症であるとのこと。
ヤギじい
歳をとったヤギ。サイぼんの育ての親であるが貧乏。
もぐ郎
動物格闘技のスカウトマン。サイぼんの秘められたパワーに目をつけスカウトする。
ゾウ吉
プロ選手を目指すゾウ。実力があるが客をひきつける魅力がないと言う理由でもぐ郎にスカウトを断られる。
キリン太
動物格闘技の養成学校の生徒。非力で弱虫だがサイぼんと仲良くなり仲間となる。
ウルフ
道場荒らしの狼。かつて強制労働所に収容されており、ボスであったアリゲー太との戦いで重傷を負うが、息を吹き返しアリゲー太に勝てる強者を探すため道場破りとなる。サイぼん達と共に修行の旅に出る。
ハム忠
ハムスター。元々は養成学校の鬼教官に媚を売っていたがサイぼん達に負けて仲間となる。メガネが特徴。
アリゲー太
強制労働所のボス。背中をやすりとして鍛え上げ脱走希望者を墓場送りにするが、ウルフの連れたサイぼんに腹が弱点と見抜かれ敗北。
ビッグベア
元格闘士のクマ。強すぎて相手がいなくなり引退し、故郷の山でサル達を養っている。空腹でサイぼんとの戦いに負けそうになるが、サイぼんがビッグベアをかばったサル達を攻撃できず引き分けとなり、ファイトマネーを高額なレッスン料として譲り受ける。
ガルー太
アマチュア格闘士大会の強豪選手であるボクサー。準決勝でサイぼんを長時間に渡りサンドバッグのように殴り、いたぶるも、グローブのひもにサイぼんの角がひっかかり、場外に投げ飛ばされ敗北する。
ブラックサイバー
アマチュア格闘士大会の強豪選手。決勝で圧倒的な実力差を見せ付けるが、サイぼんの機転でまさかの負けを喫する。

## エピソード
第1話「サイぼん登場!!」1998年8月号に掲載
第2話「動物格闘技にデビュー!?」1998年9月号に掲載
第3話「特訓道場に入門ダス!!」1998年10月号に掲載
第4話「キリン太と対決ダス!!」1998年11月号に掲載
第5話「最強キャラ（!?）現る!!」1998年12月号に掲載
第6話「オレが師匠だ!!」1999年1月号に掲載
第7話「修行の旅が始まるダス!!」1999年2月号に掲載
第8話「登竜門の正体は!?」1999年3月号に掲載
第9話「最終決戦スタートダス!!」1999年4月号に掲載
第10話（最終回）「真のプロをめざすダス!!」1999年5月号に掲載

## 単行本
1999年6月発売。ISBN 978-4-09-142278-1